# معاذ عفانة
معاذ عفانة (1 يناير 1991) لاعب كرة قدم أردني من مواليد السعودية ويجيد اللعب في الهجوم.
لعب سابقاً في أندية الحسين إربد والصريح و الجزيرة و السلط في الأردن وأندية الفيحاء والنهضة و القيصومة والشعلة و العروبة و اللواء و جبة و ساجر في السعودية .

## روابط خارجية
- معاذ عفانة على موقع قاعدة بيانات كرة القدم.إي يو (الإنجليزية)
- معاذ عفانة على موقع Soccerway.com (الإنجليزية)